# تشرناوا
تشرناوا (به چکی: Černava) یک منطقهٔ مسکونی در جمهوری چک است که در ناحیه کارلووی واری واقع شده‌است. تشرناوا ۷٫۰۷ کیلومتر مربع مساحت و ۳۰۰ نفر جمعیت دارد و ۶۱۹ متر بالاتر از سطح دریا واقع شده‌است.